# Disney Fadas
Disney Fadas é uma franquia da Disney Consumer Products, inspirada na personagem Tinker Bell (Sininho), uma fada criada por James Matthew Barrie em sua peça Peter and Wendy, e apresentada no filme de 1953 da Walt Disney Animation Studios, Peter Pan. A franquia serve como uma diretriz para uma série de produtos relacionados ao Refúgio das Fadas. Ela apresenta muitos novos personagens, e expande substancialmente as informações e a mitologia além das originalmente criadas por Barrie. A franquia inclui livros, revistas, jogos, um site e uma série de filmes animados produzidos pela DisneyToon Studios, apresentando a personagem e várias fadas criadas pela Disney como suporte e personagens recorrentes.
A franquia foi criada por Andy Mooney para ser a sucessora da Disney Princesa, focada em meninas de três a seis anos. Disney Fadas é focada em meninas de seis a dez anos, e pretende ter personagens mais diversificadas e pró-ativas que Disney Princesa.

## História
Tinker Bell (Sininho) surgiu originalmente na peça Peter and Wendy, escrita por James Matthew Barrie em 1904. Os direitos da mesma foram posteriormente repassados para o Great Ormond Street Hospital, e então vendidos diretamente para Walt Disney. O resultado foi Peter Pan, filme produzido pela Walt Disney Animation Studios e lançado em 1953.
O filme animado introduziu o que se tornaria o icônico visual da personagem, utilizado pela The Walt Disney Company até hoje. A personagem também passou a ser largamente utilizada em inúmeros produtos da companhia, voltando a aparecer na televisão, parques temáticos e produtos relacionados. Para a criação da franquia, a Disney se inspirou em uma citação de The Little White Bird, um romance de Barrie escrito em 1902: "Quando o primeiro bebê riu, seu riso se quebrou em mil pedaços, e todos eles foram pulando. Esse foi o começo das fadas". Disney Fadas é então baseado em uma conceito semelhante: cada vez que um bebê recém-nascido ri pela primeira vez, aquele riso viaja para o mundo, e aqueles que fazem seu caminho para a Terra do Nunca se transformam em uma fada.
Em 2005, na feira de livros infantis Bologna Children's Book Fair na Itália, a The Walt Disney Company anunciou planos de publicar um conto para meninas com idade entre 6 a 10 anos, inspirados na personagem Tinker Bell. Em setembro do mesmo ano, Fairy Dust and the Quest for the Egg (O Pó de Fada em Busca do Ovo, em português), um livro infantil escrito por Gail Carson Levine, foi lançado e marcou a estreia da franquia Disney Fadas. O livro foi publicado em 32 idiomas e em 45 países com uma campanha publicitária e de marketing com valor estimado em mais de um milhão de dólares. O livro se tornou um best-seller, aparecendo na lista de mais vendidos do The New York Times e vendeu mais de um milhão de cópias pelo mundo.
Os primeiros produtos de Disney Fadas foram lançados pela Consumer Products em janeiro de 2006, um conjunto de dez bonecas.
Em 2008, Tinker Bell, produzido pela DisneyToon Studios e o primeiro de uma série de filmes baseados na franquia, teve sua estreia. Ainda no mesmo ano, um jogo online chamado Pixie Hollow, baseado na mitologia do Refúgio das Fadas, foi lançado. Mas a Disney fechou o jogo, mas não o site, que deixou várias pessoas irritadas pois o jogo era ótimo e essas pessoas tentaram fazer de tudo para impedir que a Disney fechasse o jogo.

## Fadas

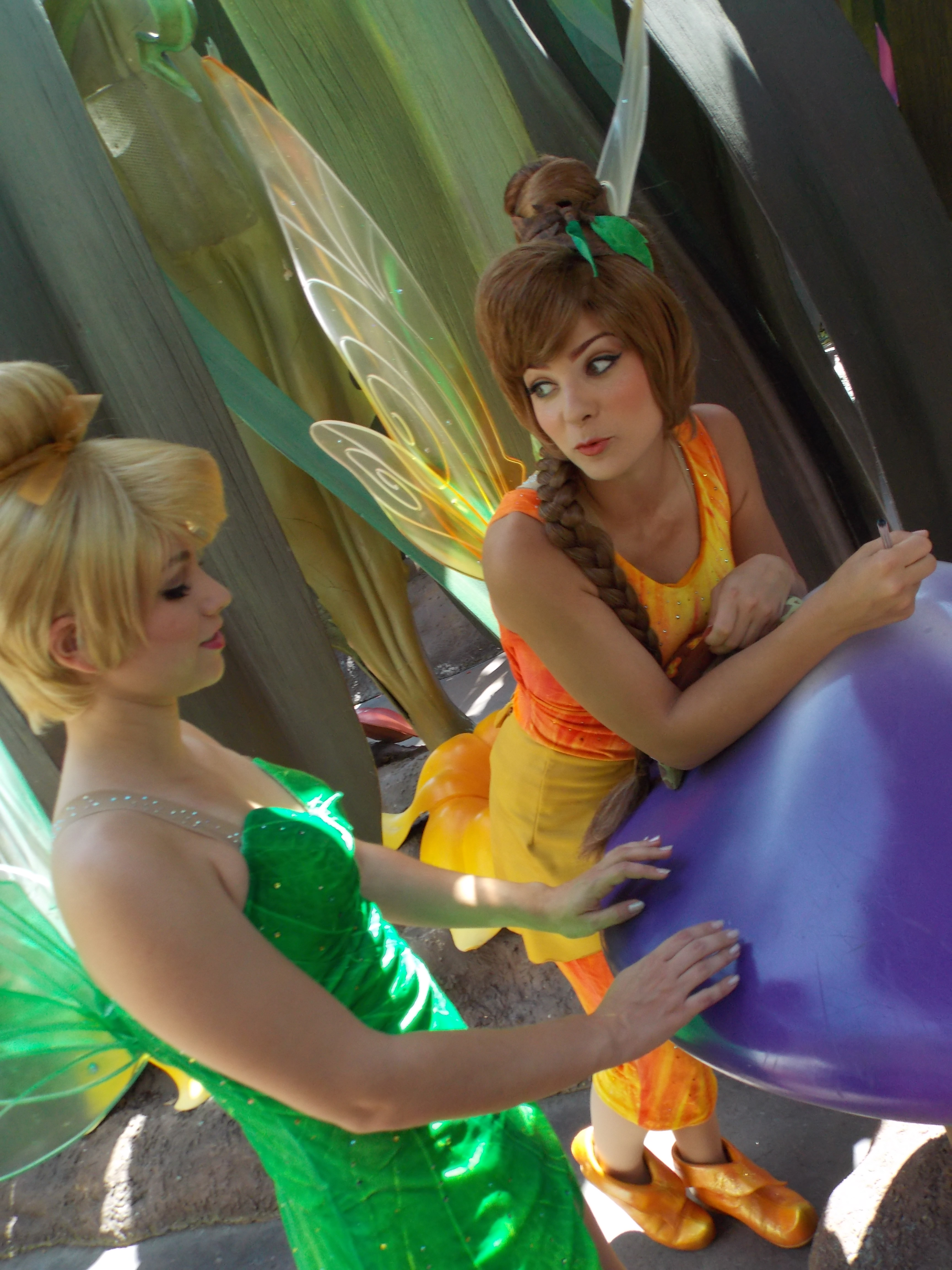
As personagens Tinker Bell e Fawn no Disneyland Resort.

- Tinker Bell (dublada por Mae Whitman): Uma fada artesã, divertida e talentosa, porém extremamente irritadiça, perdendo a calma com facilidade. Mas mesmo assim, é encantadora e bondosa.
- Rosetta (dublada por Kristin Chenoweth/Megan Hilty): Uma fada jardineira, gentil e educada, com um raciocínio rápido e bastante charme. Amiga de Tinker Bell.
- Silvermist (dublada por Lucy Liu): Uma fada da água, é descrita como positiva, doce, boba e simpática. Amiga de Tinker Bell.
- Iridessa (dublada por Raven-Symoné): Uma fada da luz, perfeccionista e apaixonada pelo seu trabalho, mas que também pode ser um poço de preocupações. Mesmo quando ela tenta ver o lado positivo das coisas, acaba causando desastres. Amiga de Tinker Bell.
- Fawn (dublada por America Ferrera/Angela Bartys/Ginnifer Goodwin): Uma fada dos animais, alegre e brincalhona. Amiga de Tinker Bell.
- Vidia (dublada por Pamela Adlon): Uma fada dos ventos, veloz e habilidosa, porém extremamente irônica e sarcástica. Originalmente rival de Tinker Bell, elas posteriormente fazem as pazes e são capazes de conviver em harmonia.
- Periwinkle (dublada por Lucy Hale): Uma fada do gelo, inteligente, porém tímida e sem experiência de vida. Irmã de Tinker Bell.
- Zarina (dublada por Christina Hendricks): Uma fada pirata do pozinho mágico, muito habilidosa, perspicaz, e líder nata. Anteriormente uma antagonista, ela se torna amiga de Tinker Bell.

Apesar da franquia incluir apenas personagens do Refúgio das Fadas, não engloba todas as fadas dos filmes da Disney, como: Fada Azul (Pinóquio), Fada-Madrinha (Cinderela), Flora, Fauna e Primavera (A Bela Adormecida), Doli (O Caldeirão Mágico).

## Filmes
Uma série de filmes e especiais de televisão baseados na franquia foram e continuam a serem produzidos pela DisneyToon Studios. O primeiro deles, Tinker Bell, foi lançado em 2008 e seguido por uma série de continuações. O primeiro especial de televisão, Pixie Hollow Games, estreou em 2011 no Disney Channel.
- 2008: Tinker Bell : Uma Aventura no Mundo das Fadas
- 2009: Tinker Bell e o Tesouro Perdido
- 2010: Tinker Bell e o Resgate da Fada
- 2012:  Secrets of the Wings
- 2014: Tinker Bell: Fadas e Piratas
- 2015: Tinker Bell e o Monstro da Terra do Nunca

### Especiais de televisão
- 2011: Pixie Hollow Games
- 2013: Pixie Hollow Bake Off

## Revistas
Em junho de 2006, a Egmont Magazines lançou a revista mensal Disney Fairies na Inglaterra, voltada para crianças com idades entre 5 e 7 anos. A revista foi publicada com um lançamento inicial de 110.000 exemplares e um preço unitário de € 1,99. Cada exemplar contém uma história centrada em Tinker Bell e suas amigas, além de jogos, atividades, cartazes e páginas para colorir.
A revista foi posteriormente lançada na Espanha, na Itália, na Malásia, na Polônia, em Portugal, em Singapura, na Escandinávia e em Benelux.